# یواس‌اس کاترینا (اس‌پی-۱۱۴۴)
یواس‌اس کاترینا (اس‌پی-۱۱۴۴) (به انگلیسی: USS Katrina (SP-1144)) یک کشتی بود که طول آن ۶۶ فوت ۶ اینچ (۲۰٫۲۷ متر) بود. این کشتی در سال ۱۹۱۳ ساخته شد.